# Hazard (singolo)
Hazard è una canzone scritta e cantata di Richard Marx, estratta come secondo singolo dal suo terzo album, Rush Street. Raggiunse la nona posizione della Billboard Hot 100 e si posizionò sesta nella classifica di Cash Box. In aggiunta, fu il terzo singolo di Richard Marx ad arrivare al numero uno nella Adult Contemporary Chart. Internazionalmente, il singolo entrò in varie classifiche nel mondo, piazzandosi al primo posto in Australia e al terzo nel Regno Unito.

## Temi
Hazard racconta la storia di un rapporto implicito di qualche tipo tra il narratore (di solito considerato il protagonista) e una donna di nome Mary. Questa muore in circostanza sospette, e il protagonista, sin da piccolo evitato da molti nella sua piccola città ("That boy's not right."), viene immediatamente considerato il principale sospettato. L'uomo però mantiene la sua innocenza durante la canzone, e la soluzione del mistero viene lasciata aperta alla fantasia dell'ascoltatore.

## Video musicale

### Panoramica
Il video musicale di Hazard, diretto da Michael Haussman, rivela spunti aggiuntivi della trama e altri dettagli che portano gli spettatori a speculare riguardo alla presunta innocenza del protagonista, pur seguendo il testo della canzone e, infine, lasciando il caso aperto ad ogni interpretazione. Il narratore inoltre si riferisce allo stato del Nebraska, negli Stati Uniti, e specificamente a una piccola città chiamata Hazard. Il protagonista è interpretato da Richard Marx stesso, mentre "Miss Mary" è interpretata dall'attrice Renee Parent

### Dettagli
Il videoclip si apre mostrando alcun uomini anziani che provocano il protagonista quand'egli è ancora bambino, con sua madre sullo sfondo; la descrizione che viene fatta del personaggio come "not right" (non giusto) può essere interpretata come riferimento a una leggera malattia mentale o semplicemente ad un modo di essere "diverso". Il video mostra poi Mary, che è raffigurata con caratteristiche molto simili a quelle della madre del protagonista. Varie scene di questa sequenza possono portare lo spettatore a diventare confuso circa la natura del loro rapporto. Mentre la storia continua, viene mostrato lo sceriffo della città mentre scatta fotografie alla coppia.
Viene mostrato il protagonista che va a trovare Mary, ma la sorprende mentre fa l'amore con uno sconosciuto. Anche in questo caso, il video ritorna all'infanzia del protagonista, mostrandolo mentre vede sua madre compiere un adulterio. Nel tempo presente, lo sceriffo arriva e vede il protagonista, che poi fugge, perdendo la sua sciarpa sul ramo di un cespuglio. Egli ritorna a casa e piange di Mary.
Mary è poi mostrata sola vicino ad un fiume di cui parla la canzone. Improvvisamente lei si gira verso la telecamera con un'espressione sorpresa sul volto, e viene poi fatta vedere morta mentre giace in acqua. La mattina dopo (come recita la canzone), viene arrestato il protagonista con l'accusa di aver ucciso Mary.
Mentre è nella stanza degli interrogatori, viene ritrovata la sciarpa bianca persa dal protagonista, che lo sceriffo identifica come l'elemento usato per strangolare Mary. Egli allora nega l'esistenza di una relazione romantica tra lui e Mary, e lo sceriffo chiede se Marx fosse geloso. A questo punto, il video rivela un quadro più ampio dell'infanzia del protagonista: dopo aver scoperto la relazione segreta della madre, il padre abbandona la casa e va a vivere con un'altra donna. Viene poi mostrato il bambino mentre corre via da una casa in fiamme, anche se non viene chiarito di chi sia l'abitazione o chi sia stato ad appiccare l'incendio.
Vengono mostrati gli abitanti del posto mentre compiono atti vandalici contro la casa del protagonista, rompendo finestre e dando fuoco alla stessa. Non potendo essere provata la colpa del suo omicidio, il protagonista viene rilasciato dallo sceriffo e torna nella sua casa ormai in rovina. Alla fine del video, una donna copre gli occhi del figlio dalla vista del protagonista, lasciando intendere ancora una volta come lui sia un emarginato o ritenuto colpevole dell'omicidio di Mary.

## Chi ha ucciso Mary?
Per tutta la canzone, così come nel video, non è chiaro e quindi difficile per l'ascoltatore/spettatore decidere chi abbia ucciso Mary. Il protagonista viene descritto né come innocente né come colpevole, a seconda di come si interpreti il caso. Per esempio, il video mostra la scena in cui il protagonista fugge dopo aver visto Mary fare l'amore con uno sconosciuto, perdendo la sciarpa per strada, che viene poi utilizzata dallo sceriffo come prova del suo coinvolgimento nell'omicidio della donna. Eppure il testo della canzone afferma che egli "left her by the river [...] left her safe and sound" ("l'aveva lasciata [a Mary] al fiume... l'aveva lasciata sana e salva"), che contraddice quanto mostrato nel video. In aggiunta, come fa a sapere di aver lasciato lì Mary, se non poteva essere con lei in quanto "she went walking alone and never came home" ("lei se ne andò e non tornò mai più a casa")? Inoltre, il video apre anche una possibilità al fatto che possa essere stato lo sceriffo il responsabile della morte di Mary. Egli è raffigurato all'inizio nella sua macchina mentre fotografa lei assieme al protagonista, ma non si capisce se sia per motivi di gelosia o di protezione, forse per causa della cattiva reputazione del protagonista. Ma che dire dei testi "..there's no escape for me this time, all of my rescues are gone...." ("..non c'è scampo per me questa volta, tutti i miei salvatori sono andati....") L'uso della frase "questa volta" implica che una situazione simile si era già verificata altre volte.
Del video furono girate e mandate in onda su VH1 ben tre versioni diverse, e Marx stesso appariva più volte, sfidando gli spettatori a guardarle tutte e tre attentamente per vedere se riuscivano a capire chi avesse ucciso Mary.

## Classifiche

### Classifiche
| Classifica (1992)                | Posizione massima |
| -------------------------------- | ----------------- |
| Australia                        | 1                 |
| Germania                         | 42                |
| Irlanda                          | 2                 |
| Norvegia                         | 7                 |
| Nuova Zelanda                    | 7                 |
| Paesi Bassi                      | 60                |
| Regno Unito                      | 3                 |
| Stati Uniti                      | 9                 |
| Stati Uniti (adult contemporary) | 1                 |
| Svezia                           | 6                 |
| Svizzera                         | 26                |

### Classifiche di fine anno
| Classifica (1992) | Posizione |
| ----------------- | --------- |
| Australia         | 10        |
| Nuova Zelanda     | 25        |
| Stati Uniti       | 56        |